# Biblioteca Roberto Ramírez
La Biblioteca Roberto Ramírez es una biblioteca y hemeroteca pública en Tegucigalpa, Honduras del Banco Central de Honduras. La biblioteca se especializa en libros y publicaciones de banca, contabilidad, economía y finanzas. La biblioteca también tiene una hemeroteca con ejemplares de todos los periódicos publicados en Honduras desde 1997.
La biblioteca abrió sus puertas al público el 3 de junio de 1993 aunque su colección se remonta al 1 de julio de 1950 como biblioteca privada del Banco Central de Honduras. Sus objetos más antiguos son una colección de libros y documentos que datan de 1786 durante la época colonial. Muchos de los libros más nuevos en la colección se pueden prestar al público, aunque algunos ejemplares más antiguos son solo para referencia para consultar dentro de la biblioteca.

## Historia
La biblioteca fue abierta al público el 3 de junio de 1993 en la antigua sede del Banco Central de Honduras en el centro de Tegucigalpa. Aunque la biblioteca no se abrió al público hasta 1993, la entidad se remonta al 1 de julio de 1950 durante la fundación del Banco Central de Honduras. Hasta 1993, la colección funcionaba como biblioteca privada del banco.
Cuando se inauguró la nueva sede del Banco Central en el bulevar Fuerzas Armadas en el 2016, la biblioteca se mudó al nuevo edificio. El antiguo espacio en el centro de la ciudad fue puesto a la venta por el banco en el 2014.
La biblioteca lleva el nombre de Roberto Ramírez, el primer presidente del Banco Central de Honduras.

## Colección
La biblioteca se especializa en libros y publicaciones de banca, contabilidad, economía y finanzas. Sus objetos más antiguos son una colección de libros y documentos que datan de 1786 durante la época colonial de Nueva España. Muchos de los libros más nuevos en la colección se pueden prestar al público, aunque algunos ejemplares más antiguos son solo para referencia para consultar dentro de la biblioteca.
La biblioteca también tiene una hemeroteca con ejemplares de todos los periódicos publicados en Honduras desde 1997 y una colección de ejemplares de La Gaceta y otras gacetas. El ejemplar de gaceta más antigua en su colección data de 1862.
Periódicamente la biblioteca, junta con el Museo Numismático Rigoberto Borjas y la Pinacoteca Arturo H. Medrano, ambos también entes del banco, monta exposiciones temporales en oficinas sucursales del Banco Central de Honduras en Choluteca, La Ceiba y San Pedro Sula.